# Helga Schmidt-Thomsen
Helga Schmidt-Thomsen (* 24. April 1938) ist eine deutsche Architektin und Autorin, die in Berlin wirkt. Sie setzte vor allem Projekte öffentlicher Auftraggeber um, darunter Planungs- und Bauprojekte, die für Kinder und Jugendliche bestimmt sind.
Sie war Vorsitzende des Deutschen Werkbunds Berlin und Mitglied des Berliner Landesdenkmalrates und engagierte sich mit Forschung und Publikationen dafür, die Geschichte von Frauen in der Architektur im 20. Jahrhundert sichtbar zu machen.

## Leben

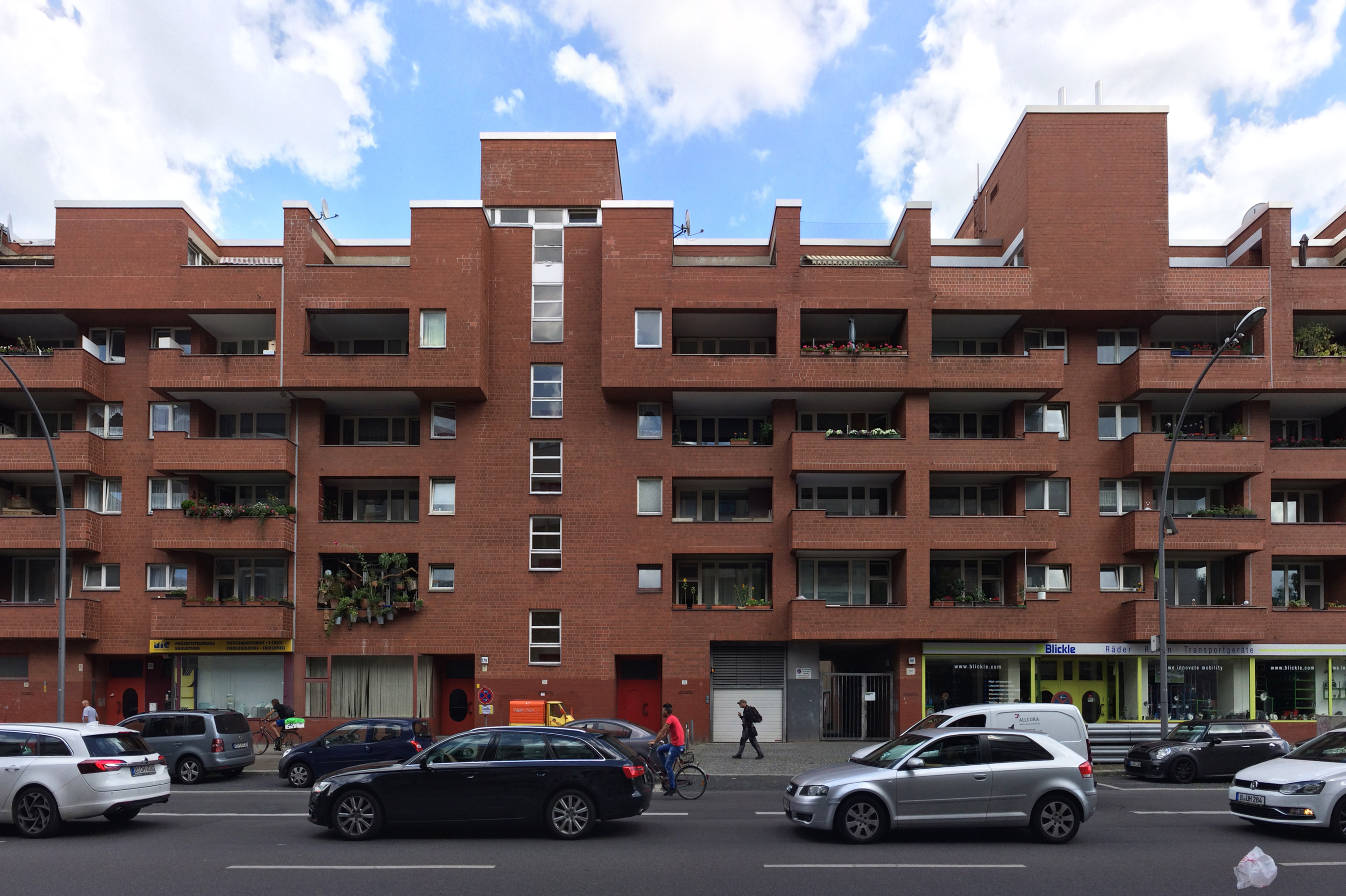
Wohnbebauung Potsdamer Straße in Berlin-Schöneberg

Nach dem Architekturstudium 1958 bis 1966 an der TU Darmstadt und der Technischen Universität Berlin gründete Helga Schmidt-Thomsen mit ihrem Ehemann Jörn-Peter Schmidt-Thomsen sowie mit Ina Hassenstein und Dietrich Hassenstein 1966 ein Architekturbüro, das sie als „Entwurfs- und Planungskooperativ“ bezeichneten. Aus diesem Kollektiv ging eine GmbH hervor, die „Arbeitsgruppe für Stadtplanung und Kommunalbau“ (ASK) mit Sitz in Potsdam.
1977 gründeten Helga und Jörn-Peter Schmidt-Thomsen erneut ein Architekturbüro, diesmal jedoch ohne den vormals angestrebten Kollektivcharakter. Von 1980 bis 1981 war Helga Schmidt-Thomsen Gastdozentin am Fachbereich Landschaftsplanung der TU Berlin.
In den 1980er Jahren war Helga Schmidt-Thomsen gemeinsam mit ihrem Ehemann Jörn-Peter Schmidt-Thomsen bei der Internationalen Bauausstellung 1987 in Berlin beteiligt. Sie errichteten mehrere Kindertagesstätten im Bereich IBA-alt.
Ein besonderes Interesse von Helga Schmidt-Thomsen sind Bauten für Kinder und Jugendliche. Sie publiziert seit Beginn der 1990er Jahre zu den Themen Schulbau sowie Kindermuseen und war eine Gründerin des Vereins Neue Universum e. V., der Ausstellungen für Kinder und Jugendliche plant, entwickelt und realisiert. Als Fachpreisrichterin bei Architekturwettbewerben engagierte sich Schmidt-Thomsen für die Realisierung vorbildlicher Projekte.
In den 1990er Jahren fand eine Erweiterung des Büros Schmidt-Thomsen statt. Paul Ziegert wurde 1992 zum Partner und das Planungsbüro umbenannt in Schmidt-Thomsen & Ziegert (SZT).

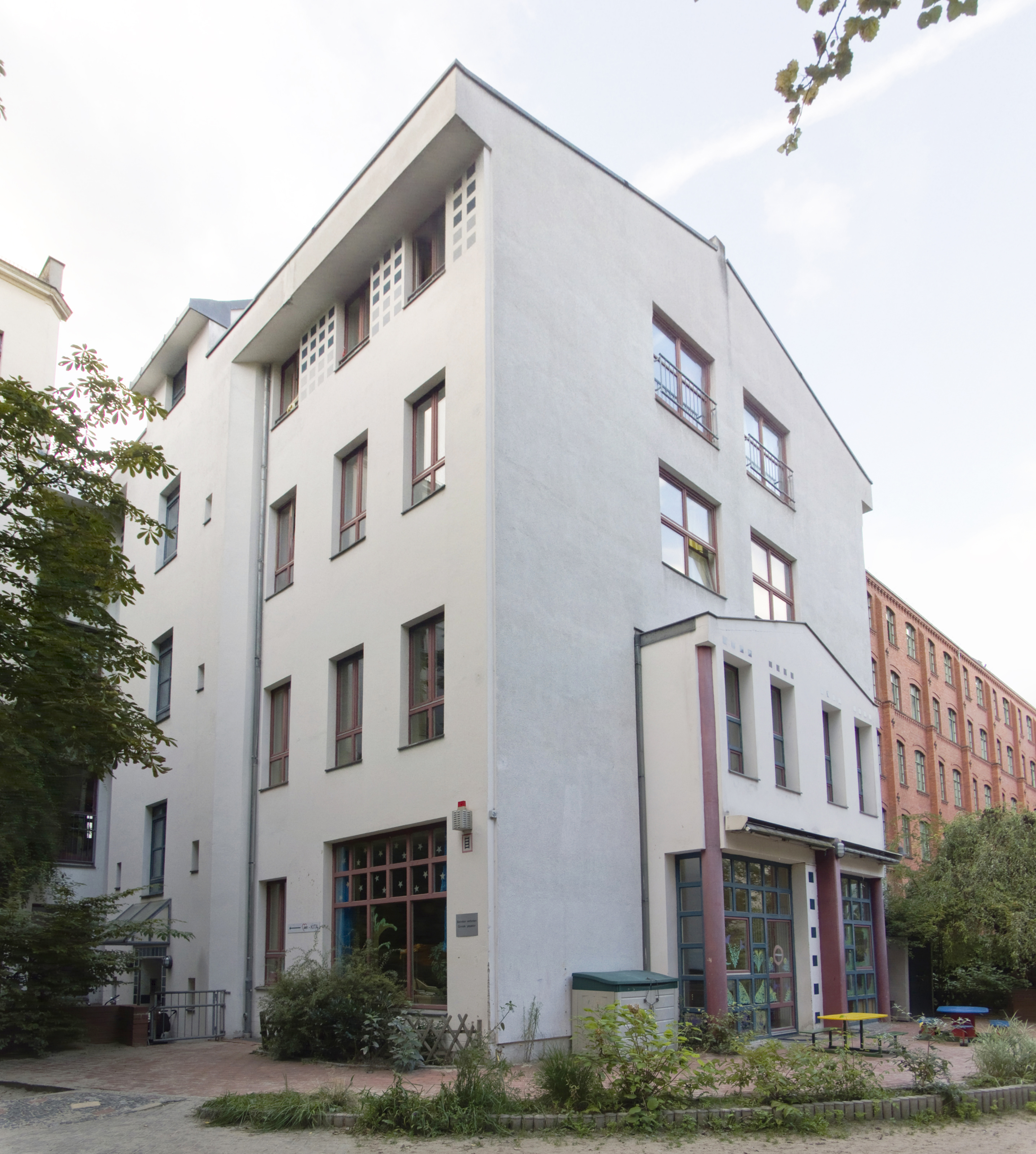
Kindertagesstätte Reichenberger Straße 122

## Werk
Einer der bekannten Bauten, der in Berlin nach Plänen der ASK errichtet wurde und an denen Helga Schmidt-Thomsen beteiligt war, ist eine Wohnbebauung an der Potsdamer Straße in Berlin-Schöneberg, von 1975 bis 1977 direkt gegenüber dem Kathreiner-Haus erbaut.
In den 1960er und 1970er Jahren arbeitete Helga Schmidt-Thomsen in zwei Planungsgruppen und war vor allem mit der Errichtung von Bauten für Erziehung und Bildung beschäftigt. Die beiden Gruppen, in denen Schmidt-Thomsen tätig war, waren die Arbeitsgemeinschaft Grundschulstandardisierung und die Arbeitsgruppe für Stadtplanung und Kommunalbau (ASK). Nach den Plänen der Arbeitsgemeinschaft Grundschulstandardisierung wurden in Berlin mehrere Grundschulen errichtet, so zum Beispiel die Eichendorff-Grundschule in Berlin-Charlottenburg (1972–1973), die Grundschule am Fließtal in Berlin-Hermsdorf (1972–1973) sowie die Reinhardswald-Grundschule in der Gneisenaustraße in Berlin-Kreuzberg (1975–1976). Zu den Bauten der Arbeitsgruppe für Stadtplanung und Kommunalbau gehören neben der Wohnbebauung in der Potsdamer Straße die Carl-von-Ossietzky-Oberschule in der Blücherstraße in Kreuzberg (1973–1975).
Die Bauten der Arbeitsgemeinschaft Grundschulstandardisierung und der Arbeitsgruppe für Stadtplanung und Kommunalbau sind charakteristisch für das, was ihre Namen assoziieren: Standardisierung. In den 1970er Jahren war das Planungsverständnis vor allem geprägt durch die Ideen von Rationalisierung und Industrialisierung des Bauens.
Ganz im Gegensatz dazu stehen die Entwürfe aus den 1980er Jahren. Deutlich ist dies besonders an den Projekten abzulesen, die anlässlich der Internationalen Bauausstellung 1987 in Berlin entstanden. Zusammen mit Jörn-Peter Schmidt-Thomsen entwickelte sie ortsspezifische und individuell zugeschnittene Lösungen für verschiedene Orte mit grundsätzlich verschiedenen Gestaltungen. Wie bei vielen Architekten, die in dieser Zeit planten, manifestierte sich der gesellschaftliche Wandel von der Spätmoderne zur Postmoderne direkt in deren Entwürfen. Die Entwürfe von Helga und Jörn-Peter Schmidt-Thomsen wurden kleinteiliger und pittoresker. Die Vorplanungen für den Block 145 im Rahmen der IBA-alt von 1981 zeigen axonometrische Entwurfszeichnungen im für die 1980er Jahre typischen postmodernen Stil.
Ein prominentes Projekt der späteren Jahre ist der Neubau des Hörfunkkomplexes beim Ostdeutschen Rundfunk Brandenburg in Potsdam-Babelsberg. Die Grundsteinlegung erfolgte im Jahr 2000.
Schmidt-Thomsen überließ dem IAWA-Archiv der Virginia Polytechnic Institute & State University neunundzwanzig Architekturzeichnungen. Zu den Projekten gehören ein Entwurf für das Goethe-Institut in Berlin, das Pflanzenhaus im Palmengarten in Frankfurt sowie einen Studentenwettbewerb für einen Spielplatz, bei dem sie den ersten Preis gewann. Der Archivbestand umfasst den Vortrag „The Collaboration of Couples in Architecture“ (1987, San Francisco).

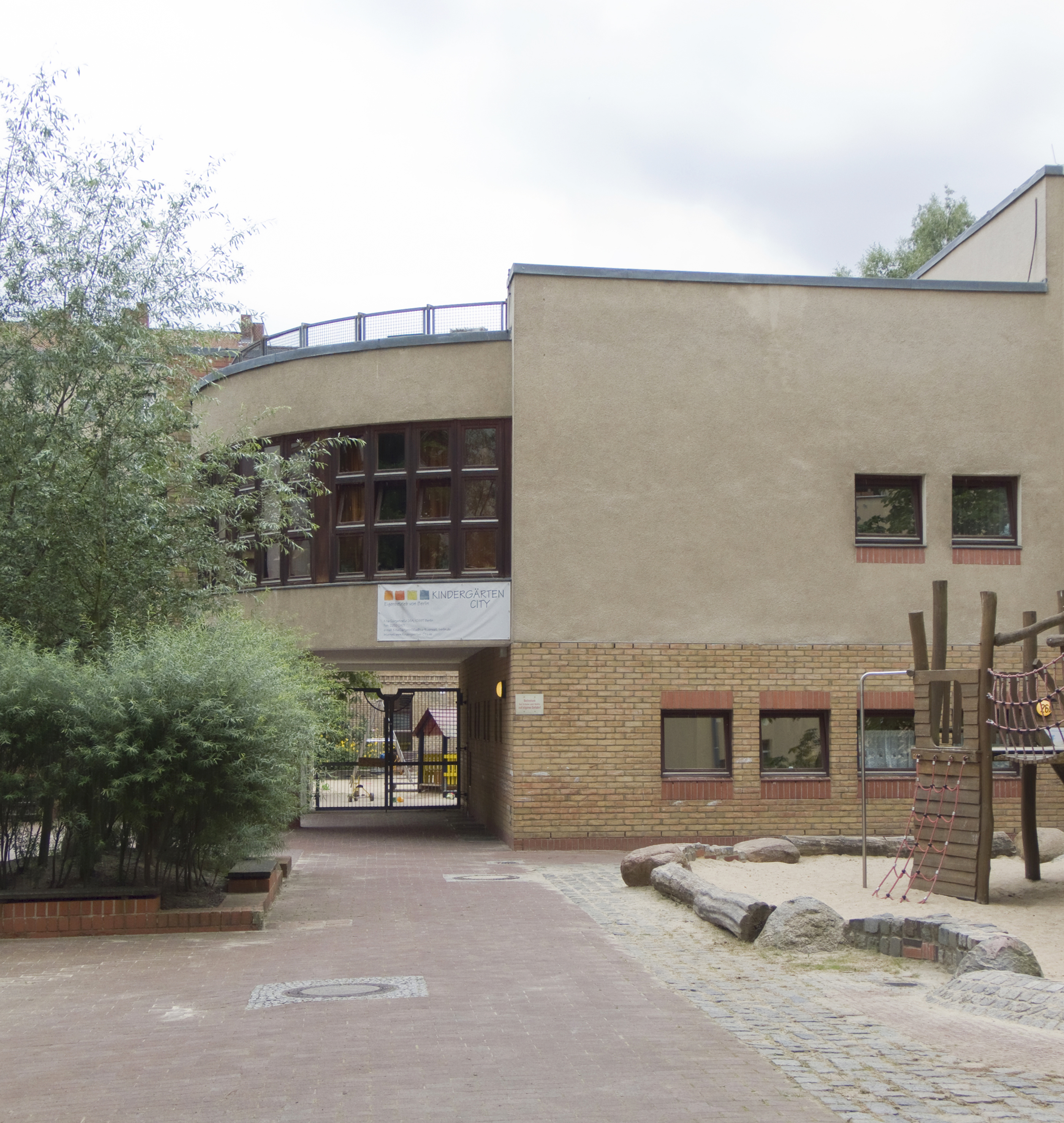
Kindertagesstätte Cuvrystraße 26/27, 1981–1986

## Verbandsarbeit und Engagement
In den Jahren 1994 bis 2005 war Helga Schmidt-Thomsen erste Vorsitzende des Deutschen Werkbunds Berlin und von 2001 bis 2009 Mitglied des Landesdenkmalrates Berlin. Unabhängig von der gemeinsamen Tätigkeit mit ihrem Ehemann spielte Helga Schmidt-Thomsen eine wichtige Rolle in der Juryarbeit, sowohl bei Architekturwettbewerben – insbesondere für Schulen und Kindertagesstätten – als auch in anderen Preisgerichten. Im Rahmen ihrer Verbandsarbeit war sie Mitglied zahlreicher Jurys, so zum Beispiel für das Familienzentrum der evangelischen Kirchengemeinde Berlin-Marienfelde (2005), beim Wettbewerb für die Gedenk- und Begegnungsstätte Leistikowstraße in Potsdam (2006), zur Umgestaltung der Außenanlagen der Carl-von-Ossietzky-Schule in Berlin-Kreuzberg (2013), für den BDA-Preis Berlin (2015) und den Julius-Posener-Preis (2020).
Schmidt-Thomsen setzt sich dafür ein, den Beitrag der Architektinnen an der Architektur sichtbar zu machen. In den 1970er Jahren sammelte sie zusammen mit Christine Jachmann Material über die ersten deutschen Architektinnen. Die beiden Frauen organisierten eine begleitende Ausstellung zum Kongress der Union Internationale des Femmes Architectes (UIFA) 1984 in Berlin. Schmidt-Thomsen war Mitglied des IAWA-Beirats.
Beim Festival Women in Architecture (WIA) Berlin 2021 wurde Helga Schmidt-Thomsen vom BDA als bedeutende Berufskollegin ihrer Generation eingeladen. Sie berichtete über ihre Tätigkeit als Architektin auf der Vernissage Architektinnen – BDA „Auftakt mit Tusch“, auf der sie selbst mit Projekten vertreten war.

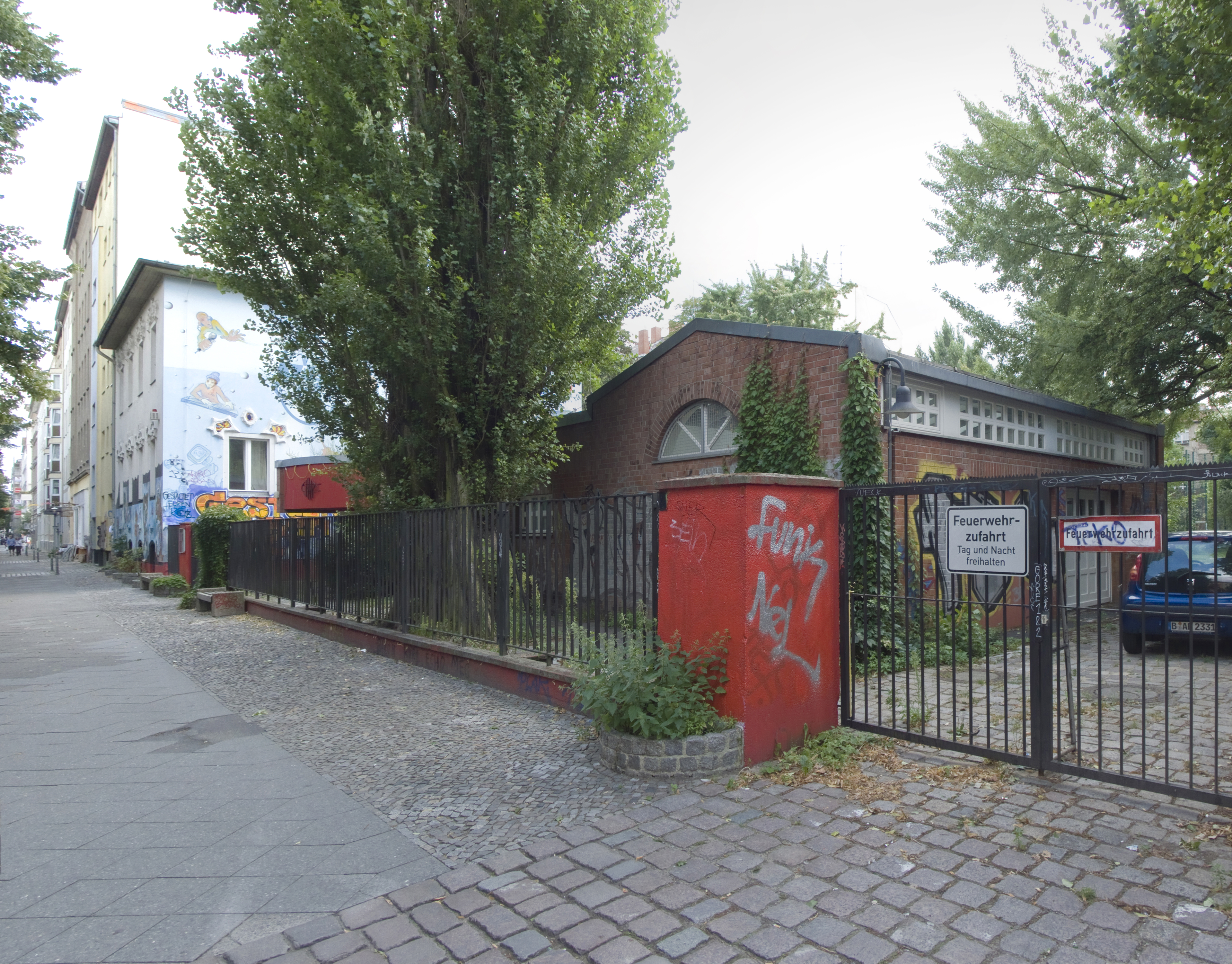
Jugendfreizeitheim Reichenberger Straße 44/45, 1985–1987

## Bauten (Auswahl)
- 1971–1972: Kindertagesstätte Gossowstraße Ecke Motzstraße, Berlin-Schöneberg
- 1971–1974: Kindertagesstätte Schlitzer Straße 17, Berlin-Reinickendorf[17]
- 1972–1974: Kindertagesstätte Wutzkyallee 86–96, Berlin-Gropiusstadt
- 1972–1974: Kindertagesstätte Reichenberger Straße 92–94, Berlin-Kreuzberg
- 1975–1977: Wohnbebauung Potsdamer Straße, Berlin-Schöneberg, Helga Schmidt-Thomsen, Projektleitung mit Peter Berten, Bauherr Neue Heimat[18]
- 1977–1979: Kindertagesstätte Wiclefstraße 5–6, Berlin-Moabit
- 1983–1986: Kindertagesstätte in der Cuvrystraße 25/27 (heute 26a), Helga Schmidt-Thomsen und Jörn-Peter Schmidt-Thomsen, realisiert im Rahmen der IBA Berlin nach einem Wettbewerbsgewinn[18][19]
- 1985: Jugendfreizeitheim Reichenberger Straße 44/45, Berlin-Kreuzberg, Helga Schmidt-Thomsen und Jörn-Peter Schmidt-Thomsen, realisiert im Rahmen der IBA Berlin[20]
- 1986–1989: Neugestaltung von Außenanlagen und Hauseingangsbereichen der Wohnhausgruppe 906 (Haus Ludwig Leo), Wilhelmsruher Damm, Berlin-Märkisches Viertel[21]
- 1987: Kindertagesstätte der Arbeiterwohlfahrt, Reichenberger Straße 122, Berlin-Kreuzberg, Helga Schmidt-Thomsen und Jörn-Peter Schmidt-Thomsen, realisiert im Rahmen der IBA Berlin[22]
- 1989–1991: Arbeitslehrezentrum, Edinburger Straße 49/Ofener Straße 7, Berlin-Wedding, Helga Schmidt-Thomsen und Jörn-Peter Schmidt-Thomsen[23]
- 1993–1996: Kindertagesstätte Bissingzeile 17–19, Berlin-Tiergarten
- 1995–1998: Kindertagesstätte Bernhard-Lichtenberg-Straße 20, Berlin-Charlottenburg-Nord
- 1997–1998: Kindertagesstätte Richard-Münch-Straße 1, Berlin-Spandau
- 2000–2001: Neubau des Hörfunkkomplexes des Ostdeutschen Rundfunk Brandenburg in Babelsberg, Büro Schmidt-Thomsen & Ziegert[10]

## Ehrungen
- Ehrenmitglied des Werkbundes Berlin[24]
- Ehrenmitglied BDA, Landesverband Berlin[25]

## Veröffentlichungen
- Zwischen Wolkenkuckucksheim und Raumlabor – Von Kindern und Räumen zum Lernen. In: Yvonne Leonard (Hrsg.): Kindermuseen – Strategien und Methoden eines aktuellen Museumstyps. Transcript, Bielefeld 2012, ISBN 978-3-8376-2078-8, S. 113–128.
- Licht und Farbe bei Bruno Taut – Light and Colour in the Work of Bruno Taut. In: Bruno Taut – Meister des farbigen Bauens in Berlin. Deutscher Werkbund Berlin (Hrsg.). Verlagshaus Braun, Berlin 2005, ISBN 3-935455-82-8, S. 18–25.
- Stadt im Wandel. In: Deutscher Werkbund (Hrsg.): Projekte Für Berlin - Dudler Kahlfeldt Kleihues. Jovis Verlag, Berlin 2005, ISBN 3-936314-71-3, S. 8, 9.
- mit Christa Kersting: Schularchitektur zu Beginn des 20. Jahrhunderts in Berlin: Ein heimlicher Lehrplan in Sachen Geschlechterdifferenz? In: Mitteilungen & Materialien der Arbeitsgruppe Pädagogisches Museum. (1995), Heft 43, S. 64–79.
- mit Christa Kersting: Arquitectura escolar in Berlin a comienzos del siglo XX: Currículum oculto y género? In: Historia de la Educación, Nr. 12–13 (1993–1994), Salamanca, S. 225–244.
- mit Yvonne Leonard (Hrsg.): Kinder ins Spiel bringen: braucht Berlin ein Museum für Kinder und Jugendliche. Berlin 1995.
- mit Jörn-Peter Schmidt-Thomsen und Manfred Scholz: Schulen. In: Peter Güttler (Hrsg.): Berlin und seine Bauten – Bauwerke für Kunst, Erziehung und Wissenschaft. Band V, Ernst, C, Berlin 1991, ISBN 3-433-02205-4.
- mit Christine Jachmann, Sonja Günther, Margarete Schütte-Lihotzky (Hrsg.): Zur Geschichte der Architektinnen und Designerinnen im 20. Jahrhundert, Eine erste Zusammenstellung, Eine Ausstellung vom 11.-30. 10.1984 anläßlich des 7. Internationalen Kongresses der Architektinnen, Städteplanerinnen und Landschaftsplanerinnen in Berlin, Veranstaltet im Rahmen des ersten Berichtsjahres der Internationalen Bauausstellung (IBA) Berlin 1987.  Katalog. 1987.
- Sonja Günther, Christine Jachmann, Helga Schmidt-Thomsen, International Union of Women Architects - Sektion Bundesrepublik (Hrsg.): The History of women architects: about the history of women architects and designers in the twentieth century: a first survey. Ausstellungskatalog. Union Internationale des femmes architectes, Sektion Bundesrepublik e. V., Berlin 1986.
- mit Monica Hennig-Schefold: Transparenz und Masse – Passagen und Hallen aus Eisen und Glas 1800–1880. M. DuMont Schauberg, Köln 1972, ISBN 3-7701-0603-2.